# Stéphane Courtois
(Stéphane Courtois, Introduzione a Il libro nero del comunismo)
Stéphane Courtois (Dreux, 25 novembre 1947) è uno storico francese, specialista di storia dei movimenti e regimi comunisti e, in particolare, di storia del comunismo e genocidi comunisti.
È autore di diversi libri e curatore del libro nero del comunismo, best seller tradotto in numerose lingue.

## Biografia
Courtois è direttore di ricerca presso il Centro nazionale francese per la ricerca scientifica, nel Géode (gruppo di studio e di osservazione della democrazia) alla West University Paris Nanterre La Défense, nonché professore presso l'Institut catholique d'études supérieures- ICES. È direttore della rivista communisme, che ha cofondato con Annie Kriegel nel 1982, ed è membro del think tank neoconservatore Cercle de l'Oratoire.
Da studente, fra il 1968 e il 1971, Courtois era un maoista, anche se in seguito divenne apertamente anti-comunista e un forte sostenitore della democrazia, del pluralismo, di diritti umani, e dello stato di diritto.
Courtois sostiene che il Comunismo e il Nazismo sono sistemi totalitari leggermente diversi, e che il comunismo è responsabile dell'assassinio di circa 100 milioni di persone nel XX secolo. Nei suoi studi sostiene inoltre, sulla scia di Ernst Nolte, che i nazisti hanno adottato i medesimi metodi repressivi sovietici.

## Opere
- Le PCF dans la guerre, De Gaulle, la Résistance, Staline..., Ramsay, 1980
- Le Communisme con Marc Lazar,, MA éditions, Paris, 1987, 276 p. ISBN 978-2866762445
- con Adam Rayski (ed.), Qui savait quoi ? L'extermination des juifs, 1941-1945, La Découverte, Paris, 1987, 235 p. ISBN 978-2707117052
- con Adam Rayski e Denis Peschanski Le sang de l'étranger - les immigrés de la MOI dans la Résistance, Fayard, 1989. Traduction allemande L'Affiche rouge, Immigranten und Juden in der französischen Résistance, Verlag Schwarze Risse, Berlin, 1994
- con Shmuel Trigano e Marc Lazar, Rigueur et passion. Hommage à Annie Kriegel, Éditions Cerf, Paris, 1992. ISBN|978-2204049474
- con Marc Lazar, Histoire du Parti communiste français, PUF, Paris, 1995, 480 p. ISBN 978-2130470489 e 978-2130510635
- Le Livre noir du communisme. Crimes, terreur, répression, (a cura di) Robert Laffont, Paris, 1997, 923 p. ISBN 978-2221082041, 978-2266086110 e 978-2221088616
  - Pubblicato in inglese come The Black Book of Communism: Crimes, Terror, Repression, Harvard University Press, 1999, 858 p., ISBN 0-674-07608-7
- Eugen Fried, le grand secret du PCF con Annie Kriegel, Seuil, Paris, 1997, ISBN 978-2020220507
- Guerre civile européenne 1917-1945 con Ernst Nolte and Jean-Marie Argelès, Éditions de Syrtes, 2000, ISBN 978-2845450134
- (A cura di), Quand tombe la nuit. Origines et émergence des régimes totalitaires en Europe, 1900-1934, Éditions L'Âge d'Homme, 2001, 415 p. ISBN 978-2825116104
- (A cura di), Regards sur la crise du syndicalisme, L'Harmattan, 2001, ISBN 978-2747514620
- (A cura di), Du Passé faisons table rase ! Histoire et mémoire du communisme en Europe, Robert Laffont, 2002, ISBN 978-2221095003
- Mémoires d'André Bergeron, Éditions du Rocher, 2002, ISBN 978-2268043609
- (A cura di), Une si longue nuit. L'apogée des régimes totalitaires en Europe, 1935-1953, Éditions du Rocher, 2003, 532 p. ISBN 978-2268045825
- (A cura di), Les Logiques totalitaires en Europe, Éditions du Rocher, 2006, 615 p. ISBN 978-2268059785
- (A cura di), Le Jour se lève. L'héritage du totalitarisme en Europe, 1953-2005, Éditions du Rocher, 2006, 494 p. ISBN 978-2268057019
- Le Dossier Kadaré con Ismail Kadare e Shaban Sinani, Odile Jacob, 2006, ISBN 978-2738117403
- Communisme en France - De la révolution documentaire au renouveau historiographique, Éditions Cujas, Paris, 2006, ISBN 978-2254076048
- Memento Goulag - Mémoire et jugement du communisme, Éditions Cujas, Paris, 2007, ISBN 978-2254076055
- (A cura di), Dictionnaire du communisme, Éditions Larousse, Paris, 2007, ISBN 978-2035837820